# Ували
У́вали, Увалы (чеш. Úvaly), бывш. Аувал (нем. Auwal) — город, расположенный в районе Прага-восток Среднечешского края Чехии.

## История
Первое упоминание о городе (ранее Увал, Убал, Унфал, Аувал, Оувалы) датируется 1290 годом. В записях указано о существовании древнего поселения Увал, находящегося в собственности пражских патрициев. С 1300 года упоминается городской рынок. С 1361 года город принадлежал дворянскому роду Ольбрамовичей (роду старопражских патрициев). С начала XIV века город обзаводится двумя крепостями — Годов и Гостин (Гостыне, Гостын).
Поскольку через деревню проходил важный торговый путь — Трстеницкая дорога — который соединяла Прагу с Чески-Бродом и Кутна-Горой, Увалы начали постепенно расти. С 1541 года в письменных документах указывается на важность городского рынка, а начиная с 1654 года об этом месте говорится даже как о небольшом городке.
Возможно, в Увалах родился первый пражский и чешский архиепископ Арношт из Пардубиц (1297—1364).
Последние владельцы Увал (с 1624 по 1848 год, когда было отменено крепостное право) — княжеская семья Лихтенштейнов. После 1848 года Лихтенштейны стали лишь владельцами некоторой собственности — земли, зданий и коммерческих сооружений. После образования республики в 1918 году дворянские титулы, а вместе с ними и дворянские привилегии, были упразднены. Часть земли была передана в управление Лихтенштейнам после первой земельной реформы. Лихтенштейны владели Увалами до 1949 года, когда их собственность была конфискована и национализирована государством.
В 1754 году в городе была основана почтовая станция (в бывшей гостинице «Чешский лев»). В то время венская почтовая дорога проходила через Беховице, Увалы и Чески-Брод. В 1854 году в Увалах было основано собственное почтовое отделение.
Большую роль в развитии Увал сыграло строительство железнодорожной линии Прага—Оломоуц, которое продолжалось в 1844—1845 годах под руководством главного инженера Яна Пернера. 20 августа 1845 года через Увалы прошёл первый поезд из Праги в Оломоуц. С этого момента происходил приток населения в город, и в течение следующих 100 лет численность населения превысила 5 000 человек.
В середине XIX века в городе было открыто месторождение железной руды, было построено 8 шахт. Из промышленных предприятий в то время работали кирпичный и сахарный заводы.
В 1969 году вступило в силу решение Центрального регионального национального комитета, которое официально закрепило за Увалами статус города.
За свою долгую историю город не раз страдал от пожара. Частые пожары происходили во времена Гуситских войн. 26 сентября 1508 года Увалы сжег барон-разбойник Ян Копидланский. Город горел и в 1540, и в 1607 году, когда сгорела половина города. В ходе Тридцатилетней войны город дважды был сожжен шведскими войсками: 27 и 28 ноября 1639 года, а затем в 1648 году. Последний крупный пожар в Увалах случился 24 апреля 1838 года, когда сгорели почти вся северная и западная часть города.

## Население
| Год  | Численность | Численность |
| ---- | ----------- | ----------- |
| 1869 | 818         | [ 5 ]       |
| 1880 | 981         | [ 5 ]       |
| 1890 | 1130        | [ 5 ]       |
| 1900 | 1292        | [ 5 ]       |
| 1910 | 1820        | [ 5 ]       |
| 1921 | 2332        | [ 5 ]       |
| 1930 | 4346        | [ 5 ]       |
| 1950 | 4693        | [ 5 ]       |
| 1961 | 4999        | [ 5 ]       |
| 1970 | 4892        | [ 5 ]       |
| 1980 | 4893        | [ 5 ]       |
| 1991 | 4604        | [ 5 ]       |
| 2001 | 4690        | [ 5 ]       |
| 2014 | 6288        | [ 6 ]       |
| 2016 | 6502        | [ 7 ]       |
| 2017 | 6556        | [ 8 ]       |
| 2018 | 6673        | [ 9 ]       |
| 2019 | 6744        | [ 10 ]      |
| 2020 | 6884        | [ 11 ]      |
| 2021 | 7023        | [ 12 ]      |
| 2022 | 7035        | [ 13 ]      |
| 2023 | 7404        | [ 14 ]      |
| 2024 | 7504        | [ 3 ]       |